# Longèves (Vandea)
Longèves è un comune francese di 1 232 abitanti situato nel dipartimento della Vandea nella regione dei Paesi della Loira.

## Società

### Evoluzione demografica
Abitanti censiti